# Epitaph für Urban Eder

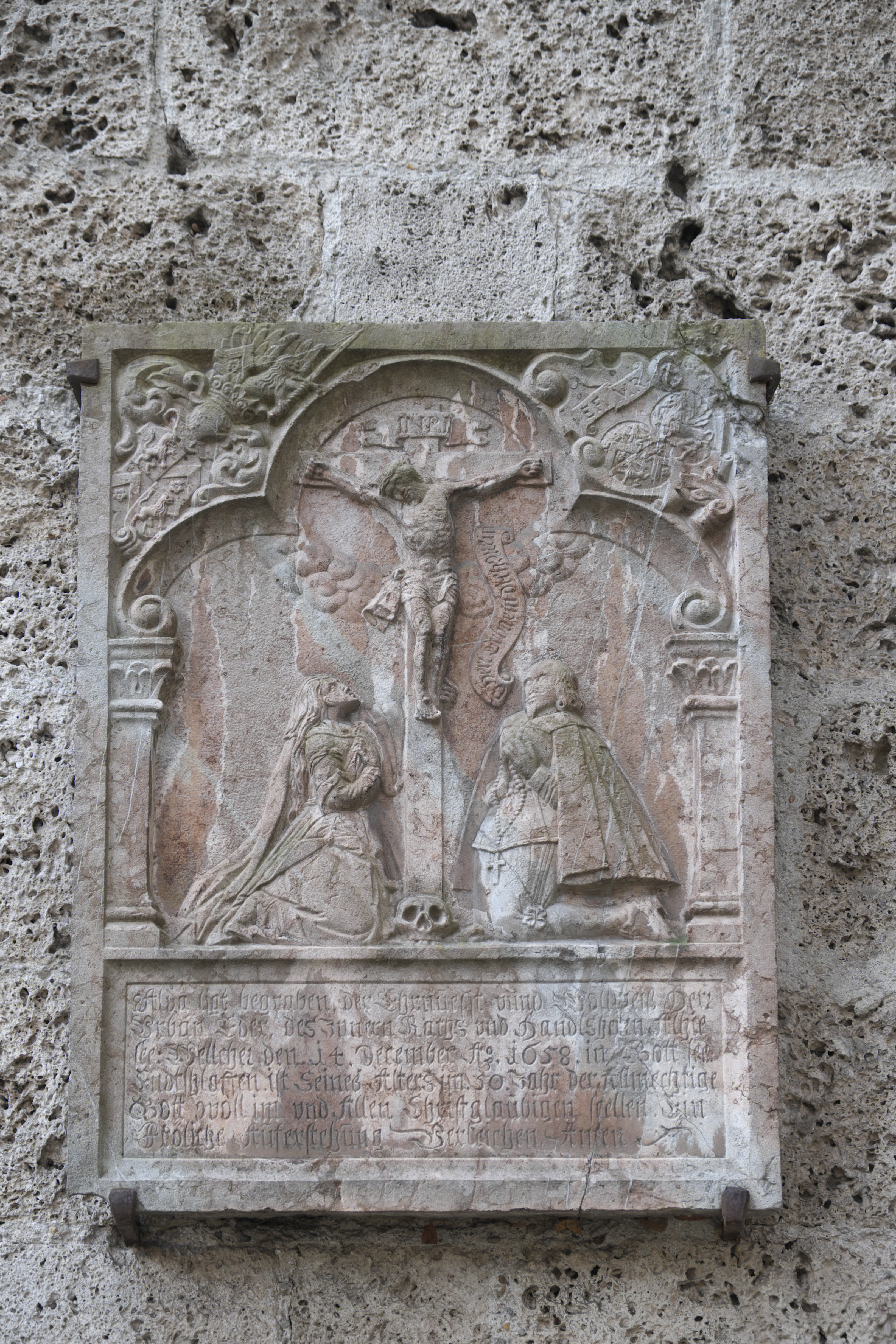
Epitaph für Urban Eder

Das Epitaph für Urban Eder an der Nordseite des Chores der katholischen Pfarrkirche St. Jakob in Wasserburg am Inn, einer Stadt im oberbayerischen Landkreis Rosenheim, wurde nach 1658 geschaffen.

## Beschreibung
Das 86 cm hohe und 65 cm breite Epitaph aus Rotmarmor für Urban Eder († 14. Dezember 1658), Innerer Rat und Lebzelter (Lebkuchenbäcker), zeigt in den oberen Ecken die Familienwappen, links das des Verstorbenen und rechts die Wappen der beiden Ehefrauen E. F. (wohl für Eder Elisabeth ?) und M. R. (Maria Reiser). 
Unter einem Dreipass auf seitlichen Pfeilern steht ein Kruzifix auf einem Totenkopf, das von Wolken gerahmt wird. Unter dem Kreuz kniet Maria Magdalena und rechts kniet der Verstorbene, über dem ein Spruchband mit dem Text „O Herr Erbarm dich Mein“ schwebt. Signiert ist das Epitaph mit G.P. für Gregor Pichler, Bildhauer in Wasserburg.   
Die Inschrift in einem schmucklosen Rechteck lautet:
„Alda ligt begraben der Ehrnvesst unnd Wollweiß Herr
Urban Eder, des Innern Raths und Handlsherr Alhie
see: Wellcher den. 14. December Ao. 1658 in Gott see:
Endtschlaffen ist Seines Alters im. 50. Jahr der Allmechtige
Gott woll im und Allen Christglaũbigen seellen Ein
Fröliche Auferstehũng Verleichen, Amen“